# Acomayo (provincie)
Acomayo is een van de dertien provincies in de regio Cuzco, gelegen in het zuidelijk gebergte van Peru. De provincie heeft een oppervlakte van 948 km² en telt 27.693 inwoners (2015). De hoofdplaats van de provincie is het district Acomayo.

## Bestuurlijke indeling
De provincie Acomayo is verdeeld in zeven districten, met elk een burgemeester. Hieronder staat een lijst met de districten, UBIGEO tussen haakjes.
- (080201) Acomayo
- (080202) Acopia
- (080203) Acos
- (080204) Mosoc Llacta
- (080205) Pomacanchi
- (080206) Rondocan
- (080207) Sangarará

Acomayo · Anta · Calca · Canas · Canchis · Chumbivilcas · Cuzco · Espinar · La Convención · Paruro · Paucartambo · Quispicanchi · Urubamba